# Ken Weaver
Ken Weaver (* 1940 Galveston Island, Texas) je americký bubeník, zpěvák a skladatel. V roce 1964 spolu s Edem Sandersem a Tuli Kupferbergem založil rockovou skupinu The Fugs. Mezi skladby, které pro tuto skupinu napsal, patří „Slum Goddess“, „I Couldn't Get High“ a další.